# San Isidro (Veracruz)
San Isidro es una localidad situada en el municipio de Actopan, en el estado mexicano de Veracruz. Según el censo de 2020, tiene una población de 1649 habitantes.
Es un importante centro agrícola y ganadero de la región. 

## Festividades religiosas
El 15 de mayo se celebran las fiestas católicas en honor a su santo patrono San Isidro Labrador, llevándose a cabo una muestra de productos agrícolas cultivados por sus habitantes mismos.

## Historia
A la consumación de la conquista, en el territorio al que llamaron Nueva España a cada conquistador le otorgaron como premio tierras y les encomendaron evangelizar y convertir a la religión católica a cada indígena de cada comunidad; a Francisco de Orduña Barriga conquistador, le otorgan una merced real por el año de 1530, quien para 1550 la hereda su hijo Francisco de Orduña Vélez Rascón quien le nombra hacienda de San Diego y luego por otro nombre Espanta Judíos. para finales de 1600 la hacienda es heredada por Juana Josefa de Orduña Loyando y Souza, esposa de Juan Isidro Velázquez de la Cadena; construyeron de cal, canto , tabique de barro y teja la casa que sería el casco de la hacienda; y para efectos de renta de las estancias, hicieron pequeñas casa y corrales para encerrar y contar el ganado, en puntos estratégicos: predio Santa Rosa, Predio Mozomboa, Predio el ojite, predio la mancha, predio san Isidro, las casas, el rodeo y las trabandas.
desde sus inicios la hacienda de san digo necesitó de campesinos para   los trabajos de desmonte para los potreros y corrales para las marcas, y así las primeras familias campesinas provenientes de diferentes partes de la Nueva España se estableció donde se les otorgó el permiso en las inmediaciones del lugar conocido como Agua Fría, al sur donde actualmente se asienta el poblado. Años más tarde, Obligados a emigrar por una epidemia de viruela, se movieron hacia el norte, hasta el lugar donde actualmente se encuentra el poblado, allí refundaron su pequeño poblado y decidieron ponerle por nombre San Isidro tal vez en honor al antiguo dueño Juan Isidro Velázquez de la Cadena.[cita requerida]
Algunos de los primeros pobladores fueron: José María y Manuel Lara, Pablo y Tomas Montero, Andrés Aguilar y Antonio Acosta. A partir de entonces sus habitantes se caracterizaron por su carácter patriota y combativo, y se dice que “tres de los pobladores de San Isidro  (en ese entonces Agua Fría) fueron reclutados y llevados a un lugar cerca del puerto de Veracruz llamado Vergara donde estaba un destacamento militar, eran: Pablo Montero, Tomas Montero y Antonio Acosta”. y participaron en la guerra contra los invasores franceses en 1862. Podemos mencionar que Porfirio Díaz pasó por el poblado de San Isidro {monografía, San Isidro un pueblo en la historia del Municipio de Actopan; autor:  Vicente Lara Morgado}, cuando se tuvo que esconder en la casa de Juan Viveros en Mozomboa, a la derrota del Plan de la Noria. Los pobladores participaron en los movimientos Agrarios. El primer comité estuvo integrado de la siguiente manera: Presidente: Manuel Vargas; Secretario: Martín Lara; Vocales: 1° Nicolás Vázquez; 2° Ladislao Morgado; 3°; Alfonso Granados; Agente Municipal Ricardo Zarate; Ministro de Policía: Calixto Espinoza, Perfecto Lara, Esteban Rodríguez, Eustaquio Muñoz y Mauro Morgado. Los primeros asesinatos agraristas de la región de San Carlos (hoy Ursulo Galván) se dieron en San Isidro, cuando un grupo de mercenarios sacaron de sus Jacales y asesinaron a Bibiano Barradas y Arturo Zurieta, presidente y secretario del Comité Agrario de esta población.[cita requerida]
El Gobernador Interino Miguel Aguillon Guzmán dio a conocer el decreto siguiente: en uso de sus facultades que al ejecutivo corresponde, expide el decreto n.º 175 del 12 de agosto de 1932, por lo que ha tenido a bien decretar:

Articulo 4º- Se cambia la denominación de los Pueblos, Congregaciones, Rancherías y Ranchos en los términos que indican:

NOMBRE ANTIGUO: SAN ISIDRO 
CATEGORÍA: CONGREGACIÓN
MUNICIPIO: ACTOPAN  
NOMBRE QUE LLEVARA EN LO SUCESIVO: VIRGILIO URIBE

Articulo 5º - El presente decreto comenzará a surtir efectos desde la fecha de su publicación dada en el Palacio del Poder Ejecutivo del Estado el la Ciudad de Jalapa Enríquez a los 5 días del mes de noviembre de 1932.

En esta comunidad a pesar de ser pequeña, la población rural está compuesta por un 35 %, que se dedican a las actividades agrícolas, y en menor grado a la ganadería; una parte de la población se encuentra empleada en diversas instituciones de gobierno de la ciudad de Xalapa, Veracruz y la región. Una parte considerable de la población se emplea indirectamente en los Ingenios de la Gloria y el Modelo, ubicados en la comunidad de La Gloria y en la colonia el Modelo de Cardel, respectivamente. Así también se pueden encontrar personas empleadas en los comercios de dicha ciudad y una fuente de trabajo importante en la zona es la Central Nuclear Laguna Verde. De acuerdo con datos oficiales, la población económicamente activa de esta comunidad, se considera en un 93 % del total.[cita requerida]